# Сканцано Йонико
Сканца̀но Йо̀нико (на италиански: Scanzano Jonico) е градче и община в Южна Италия, провинция Матера, регион Базиликата. Разположено е на 21 m надморска височина, близо до брега на Йонийското море. Населението на общината е 7192 души (към 2013 г.).